# Ichthyophis tricolor
Ichthyophis tricolor é uma espécie de anfíbio gimnofiono da família Ichthyophiidae. É endémica da Índia. O seu habitat consiste em floresta tropical semi-perene, também ocorrendo em zonas agrícolas e plantações de borracha. A sua reprodução é ovípara, sendo os ovos terrestres e as larvas aquáticas.